# Эклёф, Изабелла
Изабелла Эклёф (швед. Isabella Eklöf; род. 10 февраля 1978, Östra Ryd, Стокгольм) — шведский кинорежиссёр и сценаристка. Проживает и работает в Дании.

## Биография
Изабелла Эклёф родилась в 1978 году. В детстве она хотела стать писательницей. В 2007 году Эклёф окончила Гётеборгский университет со степенью бакалавра кинематографии. Училась в Датской национальной школе кинематографии. Эклёф окончила её в 2011 году с выпускным фильмом Anteckningar från ett källarhål.
В 2018 году вышел фильм «На границе миров» по сценарию Эклёф и режиссёра Али Аббаси по мотивам рассказа Юна Айвиде Линдквиста. За эту работу они удостоились номинации на Премию Европейской киноакадемии. В том же году Эклёф выпустила свой дебютный полнометражный фильм как режиссёр «Каникулы». По воспоминаниям Эклёф, она долго проходила обучение, чтобы подготовиться к работе, и ей было трудно добиться финансирования из-за недоверия к женщинам-режиссёрам. Фильм был успешно принят и получил награды на различных кинофестивалях, в том числе главную кинопремию Дании «Бодиль» за лучший датский фильм. Эклёф получила премии Фестиваля фантастического кино и Северного международного кинофестиваля как лучший режиссёр.
В 2021 году Эклёф выступила режиссёром двух эпизодов телесериала в жанре хоррор «Дом с прислугой». Она также занимается переводом с датского, шведского и английского языков, пишет стихи и рассказы на шведском языке.

## Фильмография
- На границе миров (2018, автор сценария)
- Каникулы (2018, режиссёр)
- Дом с прислугой (2021, 2 эпизода, режиссёр)